# Distrikt Arapa
Der Distrikt Arapa liegt in der Provinz Azángaro in der Region Puno in Südost-Peru. Der Distrikt besitzt eine Fläche von 336 km². Beim Zensus 2017 wurden 7356 Einwohner gezählt. Im Jahr 1993 betrug die Einwohnerzahl 10.757, im Jahr 2007 8485. Sitz der Distriktverwaltung ist die 3838 m hoch gelegene Ortschaft Arapa mit 1567 Einwohnern (Stand 2017). Arapa befindet sich 27 km südsüdöstlich der Provinzhauptstadt Azángaro.

## Geographische Lage
Der Distrikt Arapa befindet sich im Andenhochland im zentralen Südosten der Provinz Azángaro. Er liegt am westlichen und nordwestlichen Ufer der Laguna Arapa. Der Río Ramis (auch Río Azángaro) fließt entlang der westlichen Distriktgrenze nach Süden.
Der Distrikt Arapa grenzt im Süden an die Distrikte Samán, Caminaca und Achaya, im Westen an den Distrikt Santiago de Pupuja, im Norden an die Distrikte San Juan de Salinas und Azángaro sowie im Osten an die Distrikte Pedro Vilca Apaza (Provinz San Antonio de Putina) und Chupa.

## Ortschaften
Im Distrikt gibt es neben dem Hauptort folgende größere Ortschaften:
- Sullata (212 Einwohner)
- Yanco Cuturi